# Unione Sportiva Salernitana 1959-1960
Questa pagina raccoglie i dati riguardanti l'Unione Sportiva Salernitana nelle competizioni ufficiali della stagione 1959-1960.

## Stagione
Nella stagione 1959-1960 la Serie C assume finalmente una forma consolidata, stilata sulla base di 3 gironi a carattere geografico (Nord, Centro e Sud), nei quali la prima classificata accede alla Serie B, mentre le ultime due retrocedono in Serie D.
Per questa stagione il presidente Guariglia assume come allenatore István Mike Mayer, che verrà esonerato in corso d'opera e sostituito provvisoriamente dal mediano Michele Manenti prima dell'arrivo di Pietro Piselli, che però ad un certo punto si ammala e viene sostituito dal fratello Mario.
A poche giornate dal termine il presidente Guariglia si dimette, e al suo posto subentra Leopoldo Fulgione. La Salernitana vince contro Teramo e Avellino riuscendo matematicamente a salvarsi grazie all'unico punto di vantaggio sulla Casertana. Ma i dirigenti di quest'ultima presentano ricorso ipotizzando una gara non regolare tra irpini e granata. Dopo un mese dalla fine del torneo, la Salernitana risulta meritatamente salva: il ricorso della Casertana viene respinto.

## Divise
La maglia della Salernitana 1959-1960.
| Casa |

## Organigramma societario
Fonte
Area direttiva
- Presidente: Matteo Guariglia, dal 26/04/1960 Leopoldo Fulgione
- Segretario: Bruno Somma

Area tecnica
- Allenatore: István Mike Mayer, dal 2/03/1960 Michele Manenti, dal 15/03/1960 Pietro Piselli, dal 27/03/1960 Mario Piselli
- Allenatore in seconda: Mario Saracino
- Magazziniere: Pasquale Sammarco

Area sanitaria
- Medico Sociale: William Rossi
- Massaggiatore: Alberto Fresa

## Rosa
Fonte
| N. |                   | Ruolo | Calciatore         |
| -- | ----------------- | ----- | ------------------ |
|    | Italia (bandiera) | P     | Alberto Recchia    |
|    | Italia (bandiera) | P     | Gualtiero Vernia   |
|    | Italia (bandiera) | D     | Igino Borriello    |
|    | Italia (bandiera) | D     | Giancarlo Di Carlo |
|    | Italia (bandiera) | D     | Aurelio Dotti      |
|    | Italia (bandiera) | C     | Alfonso Barone     |
|    | Italia (bandiera) | C     | Pietro Chiasutto   |
|    | Italia (bandiera) | C     | Floriano Frediani  |
|    | Italia (bandiera) | C     | Michele Manenti    |
|    | Italia (bandiera) | C     | Felice Marano      |

| N. |                   | Ruolo | Calciatore        |
| -- | ----------------- | ----- | ----------------- |
|    | Italia (bandiera) | C     | Francesco Oreste  |
|    | Italia (bandiera) | C     | Augusto Pedroni   |
|    | Italia (bandiera) | C     | Matteo Porpora    |
|    | Italia (bandiera) | A     | Maurizio Cerbara  |
|    | Italia (bandiera) | A     | Enrico Favilli    |
|    | Italia (bandiera) | A     | Giuseppe Franzò   |
|    | Italia (bandiera) | A     | Eraldo Frigoli    |
|    | Italia (bandiera) | A     | Giuseppe Logaglio |
|    | Italia (bandiera) | A     | Lamberto Pazzi    |
|    | Italia (bandiera) | A     | Giancarlo Pomelli |

## Risultati

### Serie C

#### Girone di andata
| Salerno 20 settembre 1959 1ª giornata                                    | Salernitana | 1 – 2 referto                | L'Aquila | Stadio Donato Vestuti |
| \| \| \| \| \| Pazzi 42’ \| Marcatori \| 72’ Cannavacciuolo 84’ Ianni \| |             |                              |          |                       |
|                                                                          |             |                              |          |                       |
| Pazzi 42’                                                                | Marcatori   | 72’ Cannavacciuolo 84’ Ianni |          |                       |

| Reggio Calabria 27 settembre 1959 2ª giornata | Reggina | 0 – 0 referto | Salernitana | Stadio Comunale |

| Salerno 4 ottobre 1959 3ª giornata | Salernitana | 0 – 0 referto | Cirio | Stadio Donato Vestuti |

| Foggia 11 ottobre 1959 4ª giornata           | Foggia & Incedit | 1 – 0 referto | Salernitana | Stadio Pino Zaccheria |
| \| \| \| \| \| Nocera 66’ \| Marcatori \| \| |                  |               |             |                       |
|                                              |                  |               |             |                       |
| Nocera 66’                                   | Marcatori        |               |             |                       |

| Salerno 18 ottobre 1959 5ª giornata            | Salernitana | 1 – 0 referto | Chieti | Stadio Donato Vestuti |
| \| \| \| \| \| Logaglio 17’ \| Marcatori \| \| |             |               |        |                       |
|                                                |             |               |        |                       |
| Logaglio 17’                                   | Marcatori   |               |        |                       |

| Agrigento 25 ottobre 1959 6ª giornata | Akragas | 0 – 0 referto | Salernitana | Stadio Esseneto |

| Trapani 1º novembre 1959 7ª giornata | Trapani | 0 – 0 referto | Salernitana | Campo Aula |

| Salerno 15 novembre 1959 8ª giornata                  | Salernitana | 1 – 0 referto | Pescara | Stadio Donato Vestuti |
| \| \| \| \| \| Lodaglio 58’ (rig.) \| Marcatori \| \| |             |               |         |                       |
|                                                       |             |               |         |                       |
| Lodaglio 58’ (rig.)                                   | Marcatori   |               |         |                       |

| Salerno 22 novembre 1959 9ª giornata                    | Salernitana | 1 – 1 referto | Crotone | Stadio Donato Vestuti |
| \| \| \| \| \| Pazzi 13’ \| Marcatori \| 58’ Sgorlon \| |             |               |         |                       |
|                                                         |             |               |         |                       |
| Pazzi 13’                                               | Marcatori   | 58’ Sgorlon   |         |                       |

| Caserta 6 dicembre 1959 10ª giornata            | Casertana | 1 – 0 referto | Salernitana | Stadio Alberto Pinto |
| \| \| \| \| \| Savastano 90’ \| Marcatori \| \| |           |               |             |                      |
|                                                 |           |               |             |                      |
| Savastano 90’                                   | Marcatori |               |             |                      |

| Salerno 13 dicembre 1959 11ª giornata                                                  | Salernitana | 1 – 3 referto                             | Lecce | Stadio Donato Vestuti |
| \| \| \| \| \| Pedroni 4’ \| Marcatori \| 12’ (aut.) Frigoli 70’ Gambino 76’ Arfuso \| |             |                                           |       |                       |
|                                                                                        |             |                                           |       |                       |
| Pedroni 4’                                                                             | Marcatori   | 12’ (aut.) Frigoli 70’ Gambino 76’ Arfuso |       |                       |

| Cosenza 20 dicembre 1959 12ª giornata                    | Cosenza   | 2 – 0 referto | Salernitana | Stadio Emilio Morrone |
| \| \| \| \| \| Ardit 87’ Leonardi 88’ \| Marcatori \| \| |           |               |             |                       |
|                                                          |           |               |             |                       |
| Ardit 87’ Leonardi 88’                                   | Marcatori |               |             |                       |

| Bari 27 dicembre 1959 13ª giornata | Barletta | 0 – 0 Campo neutro referto | Salernitana | Stadio della Vittoria |

| Salerno 10 gennaio 1960 14ª giornata                 | Salernitana | 0 – 2 referto      | Marsala | Stadio Donato Vestuti |
| \| \| \| \| \| \| Marcatori \| 6’ Perli 28’ Minto \| |             |                    |         |                       |
|                                                      |             |                    |         |                       |
|                                                      | Marcatori   | 6’ Perli 28’ Minto |         |                       |

| Salerno 13 marzo 1960 15ª giornata | Salernitana | 0 – 0 Recupero referto | Siracusa | Stadio Donato Vestuti |

| Teramo 24 gennaio 1960 16ª giornata                    | Teramo    | 1 – 1 referto | Salernitana | Stadio Comunale |
| \| \| \| \| \| Mupo 62’ \| Marcatori \| 83’ Manenti \| |           |               |             |                 |
|                                                        |           |               |             |                 |
| Mupo 62’                                               | Marcatori | 83’ Manenti   |             |                 |

| Salerno 31 gennaio 1960 17ª giornata           | Salernitana | 0 – 1 referto | Avellino | Stadio Donato Vestuti |
| \| \| \| \| \| \| Marcatori \| 10’ Brugnera \| |             |               |          |                       |
|                                                |             |               |          |                       |
|                                                | Marcatori   | 10’ Brugnera  |          |                       |

#### Girone di ritorno
| L'Aquila 7 febbraio 1960 18ª giornata           | L'Aquila  | 1 – 0 referto | Salernitana | Stadio Comunale |
| \| \| \| \| \| Torriglia 38’ \| Marcatori \| \| |           |               |             |                 |
|                                                 |           |               |             |                 |
| Torriglia 38’                                   | Marcatori |               |             |                 |

| Salerno 14 febbraio 1960 19ª giornata         | Salernitana | 1 – 0 referto | Reggina | Stadio Donato Vestuti |
| \| \| \| \| \| Favilli 23’ \| Marcatori \| \| |             |               |         |                       |
|                                               |             |               |         |                       |
| Favilli 23’                                   | Marcatori   |               |         |                       |

| Napoli 21 febbraio 1960 20ª giornata           | Cirio     | 1 – 0 referto | Salernitana | Stadio Signorini |
| \| \| \| \| \| Rampazzo 35’ \| Marcatori \| \| |           |               |             |                  |
|                                                |           |               |             |                  |
| Rampazzo 35’                                   | Marcatori |               |             |                  |

| Salerno 28 febbraio 1960 21ª giornata                                | Salernitana | 1 – 2 referto           | Foggia & Incedit | Stadio Donato Vestuti |
| \| \| \| \| \| Barone 17’ \| Marcatori \| 20’ Panattoni 45’ Merlo \| |             |                         |                  |                       |
|                                                                      |             |                         |                  |                       |
| Barone 17’                                                           | Marcatori   | 20’ Panattoni 45’ Merlo |                  |                       |

| Chieti 6 marzo 1960 22ª giornata                                                | Chieti    | 2 – 2 referto        | Salernitana | Stadio della Civitella |
| \| \| \| \| \| Casisa 54’ Pizzolito 86’ \| Marcatori \| 24’ Pazzi 32’ Franzò \| |           |                      |             |                        |
|                                                                                 |           |                      |             |                        |
| Casisa 54’ Pizzolito 86’                                                        | Marcatori | 24’ Pazzi 32’ Franzò |             |                        |

| Salerno 20 marzo 1960 23ª giornata | Salernitana | 0 – 0 referto | Akragas | Stadio Donato Vestuti |

| Salerno 27 marzo 1960 24ª giornata                                                  | Salernitana | 2 – 2 referto              | Trapani | Stadio Donato Vestuti |
| \| \| \| \| \| Favilli 44’ Barone 76’ \| Marcatori \| 4’ Tronchina 62’ Merendino \| |             |                            |         |                       |
|                                                                                     |             |                            |         |                       |
| Favilli 44’ Barone 76’                                                              | Marcatori   | 4’ Tronchina 62’ Merendino |         |                       |

| Pescara 3 aprile 1960 25ª giornata                                     | Pescara   | 2 – 1 referto | Salernitana | Stadio Adriatico |
| \| \| \| \| \| Ferrari 15’ Foscili 60’ \| Marcatori \| 18’ Logaglio \| |           |               |             |                  |
|                                                                        |           |               |             |                  |
| Ferrari 15’ Foscili 60’                                                | Marcatori | 18’ Logaglio  |             |                  |

| Crotone 10 aprile 1960 26ª giornata           | Crotone   | 1 – 0 referto | Salernitana | Stadio Ezio Scida |
| \| \| \| \| \| Barbato 69’ \| Marcatori \| \| |           |               |             |                   |
|                                               |           |               |             |                   |
| Barbato 69’                                   | Marcatori |               |             |                   |

| Salerno 17 aprile 1960 27ª giornata | Salernitana | 0 – 0 referto | Casertana | Stadio Donato Vestuti |

| Lecce 24 aprile 1960 28ª giornata                         | Lecce     | 1 – 1 referto | Salernitana | Stadio Carlo Pranzo |
| \| \| \| \| \| Cordone 53’ \| Marcatori \| 69’ Pomelli \| |           |               |             |                     |
|                                                           |           |               |             |                     |
| Cordone 53’                                               | Marcatori | 69’ Pomelli   |             |                     |

| Salerno 1º maggio 1960 29ª giornata          | Salernitana | 1 – 0 referto | Cosenza | Stadio Donato Vestuti |
| \| \| \| \| \| Franzò 57’ \| Marcatori \| \| |             |               |         |                       |
|                                              |             |               |         |                       |
| Franzò 57’                                   | Marcatori   |               |         |                       |

| Salerno 8 maggio 1960 30ª giornata             | Salernitana | 1 – 0 referto | Barletta | Stadio Donato Vestuti |
| \| \| \| \| \| Logaglio 36’ \| Marcatori \| \| |             |               |          |                       |
|                                                |             |               |          |                       |
| Logaglio 36’                                   | Marcatori   |               |          |                       |

| Marsala 15 maggio 1960 31ª giornata                   | Marsala   | 2 – 0 referto | Salernitana | Stadio Antonino Lombardo Angotta |
| \| \| \| \| \| Minto 46’ Perli 85’ \| Marcatori \| \| |           |               |             |                                  |
|                                                       |           |               |             |                                  |
| Minto 46’ Perli 85’                                   | Marcatori |               |             |                                  |

| Siracusa 29 maggio 1960 32ª giornata | Siracusa | 0 – 0 referto | Salernitana | Stadio Comunale |

| Salerno 2 giugno 1960 33ª giornata             | Salernitana | 1 – 0 referto | Teramo | Stadio Donato Vestuti |
| \| \| \| \| \| Logaglio 26’ \| Marcatori \| \| |             |               |        |                       |
|                                                |             |               |        |                       |
| Logaglio 26’                                   | Marcatori   |               |        |                       |

| Avellino 5 giugno 1960 34ª giornata                      | Avellino  | 0 – 2 referto          | Salernitana | Campo di Piazza d'Armi |
| \| \| \| \| \| \| Marcatori \| 8’ Logaglio 35’ Barone \| |           |                        |             |                        |
|                                                          |           |                        |             |                        |
|                                                          | Marcatori | 8’ Logaglio 35’ Barone |             |                        |

## Statistiche

### Statistiche di squadra
| Competizione | Punti | In casa | In casa | In casa | In casa | In casa | In casa | In trasferta | In trasferta | In trasferta | In trasferta | In trasferta | In trasferta | Totale | Totale | Totale | Totale | Totale | Totale | DR |
| Competizione | Punti | G       | V       | N       | P       | Gf      | Gs      | G            | V            | N            | P            | Gf           | Gs           | G      | V      | N      | P      | Gf     | Gs     | DR |
| ------------ | ----- | ------- | ------- | ------- | ------- | ------- | ------- | ------------ | ------------ | ------------ | ------------ | ------------ | ------------ | ------ | ------ | ------ | ------ | ------ | ------ | -- |
| Serie C      | 28    | 17      | 6       | 6       | 5       | 12      | 13      | 17           | 1            | 8            | 8            | 7            | 15           | 34     | 7      | 14     | 13     | 19     | 28     | -9 |

### Andamento in campionato
| Giornata  | 1 | 2 | 3 | 4 | 5 | 6 | 7 | 8 | 9 | 10 | 11 | 12 | 13 | 14 | 15 | 16 | 17 | 18 | 19 | 20 | 21 | 22 | 23 | 24 | 25 | 26 | 27 | 28 | 29 | 30 | 31 | 32 | 33 | 34 |
| --------- | - | - | - | - | - | - | - | - | - | -- | -- | -- | -- | -- | -- | -- | -- | -- | -- | -- | -- | -- | -- | -- | -- | -- | -- | -- | -- | -- | -- | -- | -- | -- |
| Luogo     | C | T | C | T | C | T | T | C | C | T  | C  | T  | N  | C  | C  | T  | C  | T  | C  | T  | C  | T  | C  | C  | T  | T  | C  | T  | C  | C  | T  | T  | C  | T  |
| Risultato | P | N | N | P | V | N | N | V | N | P  | P  | P  | N  | P  | N  | N  | P  | P  | V  | P  | P  | N  | N  | N  | P  | P  | N  | N  | V  | V  | P  | N  | V  | V  |

Legenda:

Luogo: N = Campo neutro; C = Casa; T = Trasferta. Risultato: V = Vittoria; N = Pareggio; P = Sconfitta.

### Statistiche dei giocatori
Fonte
| Giocatore    | Serie C  | Serie C | Serie C     | Serie C    |
| Giocatore    | Presenze | Reti    | Ammonizioni | Espulsioni |
| ------------ | -------- | ------- | ----------- | ---------- |
| A. Barone    | 16       | 3       | ?           | ?          |
| I. Borriello | 16       | 0       | ?           | ?          |
| M. Cerbara   | 7        | 0       | ?           | ?          |
| F. Chiasutto | 4        | 0       | ?           | ?          |
| G. Di Carlo  | 22       | 0       | ?           | ?          |
| A. Dotti     | 31       | 0       | ?           | ?          |
| E. Favilli   | 27       | 2       | ?           | ?          |
| G. Franzò    | 25       | 2       | ?           | ?          |
| F. Frediani  | 15       | 0       | ?           | ?          |
| E. Frigoli   | 15       | 0       | ?           | ?          |
| G. Logaglio  | 29       | 6       | ?           | ?          |
| M. Manenti   | 7        | 1       | ?           | ?          |
| F. Marano    | 5        | 0       | ?           | ?          |
| F. Oreste    | 25       | 0       | ?           | ?          |
| L. Pazzi     | 18       | 3       | ?           | ?          |
| A. Pedroni   | 23       | 1       | ?           | ?          |
| G. Pomelli   | 28       | 1       | ?           | ?          |
| M. Porpora   | 27       | 0       | ?           | ?          |
| A. Recchia   | 34       | -28     | ?           | ?          |
| G. Vernia    | 0        | -0      | ?           | ?          |